# 痛快!バツイチ・トリオ 女だけの便利屋事件簿
『痛快!バツイチ・トリオ 女だけの便利屋事件簿』（つうかい!バツイチ・トリオ おんなだけのべんりやじけんぼ）は、1998年から1999年までTBS系「月曜ドラマスペシャル」で放送されたテレビドラマシリーズ。全3回。主演は萬田久子。

## キャスト

### 便利屋「エックスワン」
早川京子〈38〉
演 - 萬田久子
社長。数年前に息子の事故死のため離婚。性格は明るくおっちょこちょいだが人情に厚く涙もろい。バツイチで元夫は倉持征二。
安藤理香子〈28、自称〉
演 - 斎藤陽子
社員。アメリカ人の恋人との結婚願望し渡米するが、相手に妻子もちが発覚し帰国。露天風呂が好き。精神的バツイチ。
村田留〈74〉
演 - 赤木春恵
社員。お見合い結婚するが、亭主関白の夫に耐え切れず離婚。その後、日本全国の温泉街を舞台に結婚詐欺を働き、倉持警部に逮捕されたが、それが縁で「エックスワン」の社員として働くことになったのがきっかけである。バツイチ。

### 世田谷西警察署
安西
演 - 信実一徳
刑事。
工藤
演 - 下林山守
刑事。
倉持征二
演 - 田中健
一風変わった警部。京子の元夫である。京子の仕事及び精神面の心を支えとなっている。

### ゲスト
第1作（1998年）
- 石井直子（英雄の後妻・京子の幼馴染） - 山本みどり
- 石井努（英雄の先妻の息子） - 大沢樹生
- 北島令子（英雄の愛人） - 岩城茉里
- 黒沼武（強盗） - 中根徹
- 石井英雄（石井不動産 社長） - 河原崎建三
- 石井英二郎（石井不動産 会長・英雄の父） - 村上冬樹
- 小宮健吾、杉澤美紀、川俣しのぶ、中村美睦、吉武怜朗

第2作（1998年）
- 佐伯美佐子（佐伯病院の院長夫人） - 中山麻理
- 由岐（佐伯病院 看護婦） - 八木小織
- 佐伯亮祐（美佐子の息子） - 安達哲朗
- 亜美（高校生） - 内山理名
- 盛岡孝（佐伯病院 入院患者） - 藤木悠
- 田中 - 岩城茉里
- 大林丈史、大土井裕二、山本廉、つじしんめい、松村時男、上原麻衣子、佐々木瑤子、桜井秀幸、高橋香代

第3作（1999年）
- カオル（インストラクター） - 森下涼子
- 三枝勲（尚子の夫） - 大出俊
- 紺野美砂（インストラクター） - 武田久美子
- 三枝尚子（スポーツクラブ「レヴァン」オーナー） - 北河多香子
- 礒村正樹（スポーツクラブ「レヴァン」インストラクター） - 竹下恭司
- 神崎亜矢（スポーツクラブ「レヴァン」経理担当） - 岩城茉里
- スポーツクラブ「レヴァン」の会員 - 杉村暁、江口尚、川俣しのぶ
- 尚子の隣家の主人 - つじしんめい
- フラワーショップの店員 - 上原麻衣子
- 松村時男、櫻井秀幸、堀田明子

## スタッフ
- プロデューサー - 本間謙二、古屋和彦
- 脚本 - 上岡一美
- 監督 - 中村金太（第1作）、合月勇（第2 - 3作）
- 技術協力 - ニユーテレス
- 美術協力 - フジアール
- スタジオ - レモンスタジオ
- 編集・MA - アンサーズ
- 音響効果 - メディアハウスサウンドデザイン
- 製作 - TBS、スタープロジェクト

## 放送日程
| 話数 | 放送日        | サブタイトル | 脚本     | 監督     |
| ---- | ------------- | --- | -------- | -------- |
| 1    | 1998年3月02日 | バツイチ女3人の涙と笑いの奮闘記 依頼先の豪邸で次々起こる殺人事件 その裏には…                                         | 上岡一美 | 中村金太 |
| 2    | 9月21日       | 援交女子高生不倫看護婦… 病院を舞台に謎の連続殺人！ 二転三転の犯人像の裏に子離れできない悲しい母親像が…               | 上岡一美 | 合月勇   |
| 3    | 1999年11月8日 | ダンボール詰め死体の運搬依頼者は誰だ！ ご存じズッコケ3人組が華やかなスポーツクラブに潜む "姿なき連続殺人犯" に挑む!! | 上岡一美 | 合月勇   |